# Чишмы (станция)
Чишмы (баш. Шишмә) — узловая железнодорожная станция Башкирского отделения Куйбышевской железной дороги, расположенная в посёлке Чишмы Республики Башкортостан.

## Общие сведения
Движение через станцию было открыто в сентября 1888 года.
Станция предназначена для грузовых работ, осуществляет операции по выдаче и приёму повагонных отправок грузов, а также продажу пассажирских билетов, работы с багажом.

## Дальнее следование по станции
По графику 2021 года на станции делают остановку следующие поезда дальнего следования:
| № поезда | Маршрут движения         | № поезда | Маршрут движения         |
| -------- | ------------------------ | -------- | ------------------------ |
| 345      | Нижневартовск — Адлер    | 346      | Адлер — Нижневартовск    |
| 347      | Уфа — Санкт-Петербург    | 348      | Санкт-Петербург — Уфа    |
| 391      | Челябинск — Москва       | 392      | Москва — Челябинск       |
| 453      | Уфа — Новороссийск       | 454      | Новороссийск — Уфа       |
| 455      | Челябинск — Новороссийск | 456      | Новороссийск — Челябинск |
| 609      | Уфа — Ульяновск          | 610      | Ульяновск — Уфа          |